# Aqua Virgo

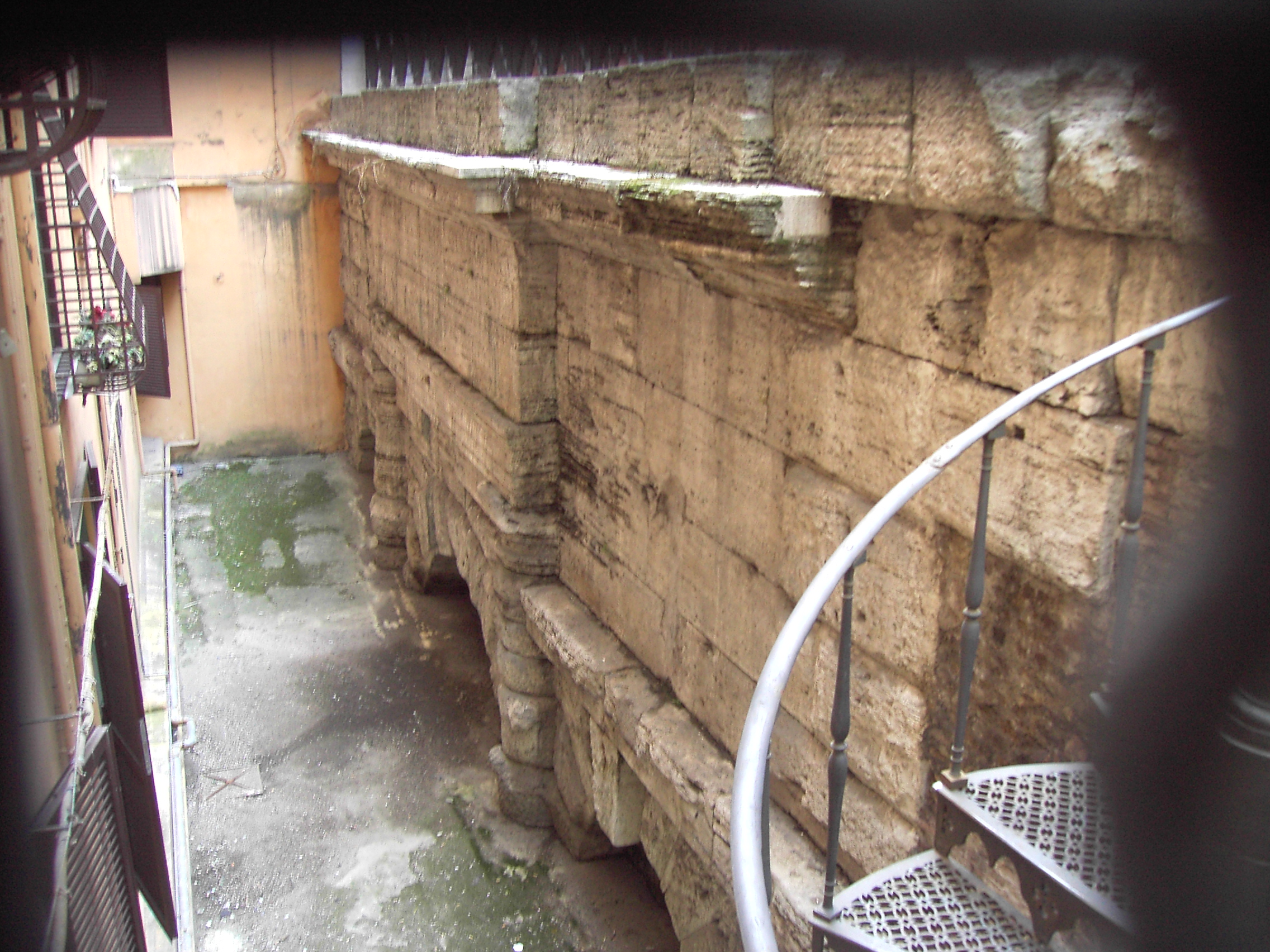
Aqua Vergine

Aqua Virgo – akwedukt wzniesiony przez Agrypę w 19 p.n.e. Początek ma na terenie tzw. Agro Lucullano. Ponad 20 km długości, mały spadek – 4-metrowa różnica między źródłem a końcem. Do ogrodów Lucullusa na Pincio biegł pod ziemią, następnie na arkadach. Doprowadzał wodę do Term Agryppy. Nie mógł zasilać miejsc położonych wyżej niż Pole Marsowe. Wielokrotnie naprawiany, odrestaurowany w XV wieku jako Acqua Vergine, zasila m.in. Fontannę di Trevi.